# Kāsemān Kolā
Kāsemān Kolā (persiska: كاسِبان كُلا, Kāsebān Kolā, کاسمان کلا) är en ort i Iran.   Den ligger i provinsen Mazandaran, i den norra delen av landet, 140 km nordost om huvudstaden Teheran. Kāsemān Kolā ligger 28 meter över havet och antalet invånare är 400.
Terrängen runt Kāsemān Kolā är platt, och sluttar norrut.Runt Kāsemān Kolā är det tätbefolkat, med 286 invånare per kvadratkilometer. Närmaste större samhälle är Babol, 13,3 km norr om Kāsemān Kolā. Trakten runt Kāsemān Kolā består till största delen av jordbruksmark.